# Харолд Блум
Харолд Блум (на английски: Harold Bloom, р. 11 юли 1930) е американски литературен критик и почетен професор по хуманитаристика в Йейл.  Сънародникът му, критикът Джеймс Ууд, го описва като „най-прочутия американски литератор“, мнение, което потвърждава и Франк Кърмоуд, казвайки, че Блум е „вероятно най-знаменитият“.. Книгите му са преведени на повече от 40 езика. Първата от тях е издадена през 1959 г. и оттогава Блум е написал още двайсетина литературоведски книги, няколко на религиозна тематика и един роман. Той също така е редактор на една поредица от няколкостотин антологии.
Кариерата на Блум започва с изучаването на романтическите поети и на поетите модернисти, което преминава в общо теоретизиране на писателското творчество. Разглеждането на религиозната литература, в т.ч. библейски текстове, привличат вниманието и на по-широка аудитория. Особено роля играе неговият възглед за „Западния канон“ – списък от книги, чиято цивилизационна значимост той обявява за неоспорима.
Блум води два курса в Йейл: един върху пиесите на Уилям Шекспир; другият върху поезията от Джефри Чосър до Харт Крейн. Някои от неговите трудове отразяват преподавателския му опит, като се започне с Шекспир: изобретяването на човека (Shakespeare: The Invention of the Human, 1998) и се стигне до Анатомия на влиянието (The Anatomy of Influence, 2011). Тези свои трудове той нарича „обобщение“ на своята кариера.

## Биография
Харолд Блум е роден в семейство на американски евреи. Научава идиш и иврит преди да научи английски. Когато е момче на 10 години, прочита в една библиотека в Бронкс стихосбирката на Харт Крейн „Белите сгради“ и така става доживотен поклоник на поезията.
През 1947 г. започва да следва в Корнел, където негов тютор е прочутият специалист по поетика на Романтизма Мейър Ейбрамс. Още в университета се отличава с фантастична памет и свръхестествена работоспособност - сам твърди, че е можел да прочете по 400 страници на ден. Дипломира се през 1952 г., а след това специализира в Кеймбридж. Защитава дисертация в Йейл (1955), където остава като преподавател до пенсионирането си.

## Kритически възгледи
Академичната кариера на Харолд Блум започва когато Новата критика господства в американските университети, а отвъд океана френският структурализъм е във възход. Той се занимава обаче с изучаването на поетите от епохата на романтизма, при които преплитането на формалните и съдържателните аспекти, на естетиката и идеологията, е особено осезаемо. Като палиатив за противоречието с доминиращите нагласи Блум използва елементи от различни мистически учения като кабала или гностицизъм. Негативизма на гностиците у него донякъде се оказва аналог на скептическите виждания аргументирани от деконструкционистите. Така, макар и дистанцирайки се от тях, Блум заедно със свои колеги от Йейл и Дерида е съавтор на една станала популярни книга, Деконструкция и критика и неговото име трайно се свързва с тази критическа практика.

### Западният канон
През 1994 г. излиза Западният канон – книга, която има отзвук извън литературоведските среди. Тя изглежда изненадващо консервативна – както и бива приета от опонентите на постмодернизма. Блум привежда списък от 24 имена на автори, за които смята, че
представляват Западния канон, в чието начало поставя Данте и Шекспир. В приложение е даден и разширен списък, в който са включени значимите според него автори от изобретяването на писмеността до края на ХХ в.. През 2008 г. той обаче заявява, че това допълнение било направено по настояване на неговия издател и се дистанцира от собствената си книга.
Провъзгласяването на Канона първоначално е имало нескрито полемическата цел да опонира на това, което Харолд Блум пренебрежително нарича „школа на ресантимента“. Нейните представители могат обаче основателно да оспорват и едно или друго име от Канона („Защо Фройд, а не Ницше?“) и по-нататък изобщо да поставят под съмнение самото неговото съществуване. Дискусията протича в контекста на целите и ценностите на хуманитарното образование. Позицията, която Блум заема – застъпването за универсални извънвремеви ценности неминуемо се сблъсква с идеологията на прагматизма, която в една или друга форма присъства в интелектуалния живот на САЩ.

### Влияние
Просъществуването на традиция, която допуска развитие, е един от централните проблеми в теоретизирането на Харолд Блум. „Влияние“ е централният термин, чрез който той прояснява нейното конституиране. Според Блум начеващият литератор първо се възхищава от някой свой предшественик и желае да го имитира; но доколкото го приема за значим, той счита и че вече е казал важните неща. Желанието за изказ и липсата на собствен предмет така пораждат по-нататък една нова нагласа, в която предшествениците биват ревизионистки препрочетени и донаписвани. Тези свои идеи Харолд Блум излага в поредица от монографии, които издава през 70-те г. на ХХ в..
За свой предшественик Блум посочва Нортръп Фрай. През 1986 г. той твърди: "Що се отнася до моите собствени теоретизирания... точният предшественик трябва да бъде Нортръп Фрай. Купих си и прочетох Плашеща симетрия (Fearful Symmetry) седмица или две след като излезе от печат и стигна до лавиците в Итака, Ню Йорк. Тя плени сърцето ми. Опитах се да намеря алтернативен баща в лицето на г-н Кенет Бърк, който е очарователен приятел и изключително влиятелен литературен изследовател, но като изследовател аз не произлизам от Бърк, а от Фрай.“

### Оценки
В последното десетилетие на миналия век Харолд Блум е значима фигура на обществената сцена в САЩ, от която се произнася по различни въпроси, било за литературните достойнства на един или друг съвременен автор, религиозните вярвания или президентските избори.

### Научни монографии
- Shelley's Mythmaking (Митотворчеството на Шели). New Haven: Yale University Press, 1959.
- The Visionary Company: A Reading of English Romantic Poetry (Обществото на мечтателите: Прочит на поезията на английския романтизъм). Garden City, N.Y.: Doubleday, 1961.
- Blake's Apocalypse: A Study in Poetic Argument (Откровението на Блейк: Изследване на поетическото разсъждение). Anchor Books: New York: Doubleday and Co., 1963.
- Yeats (Йейтс). New York: Oxford University Press, 1970.
- The Ringers in the Tower: Studies in Romantic Tradition (Звънарите в кулата: Изследвания върху романтическата традиция). Chicago: University of Chicago Press, 1971.
- The Anxiety of Influence: A Theory of Poetry (Страхът от влияние: Теория на поезията). New York: Oxford University Press, 1973.
- A Map of Misreading (Карта на грешните прочити). New York: Oxford University Press, 1975.
- Kabbalah and Criticism (Кабала и литературознанието). New York: Seabury Press, 1975.
- Poetry and Repression: Revisionism from Blake to Stevens (Поезия и потисане: Ревизионизмът от Блейк до Стивънс). New Haven: Yale University Press, 1976.
- Figures of Capable Imagination (Фигурите на вещото въображение). New York: Seabury Press, 1976.
- Wallace Stevens: The Poems of our Climate (Уолъс Стивънс: Стихотворенията на нашия климат). Ithaca, N.Y.: Cornell University Press, 1977.
- Deconstruction and Criticism (Деконструкция и литературознание). New York: Seabury Press, 1980.
- Agon: Towards a Theory of Revisionism (Агон: Напред към теория на ревизионизма). New York: Oxford University Press, 1982.
- The Breaking of the Vessels (Трошенето на грънците). Chicago: University of Chicago Press, 1982.
- Ruin the Sacred Truths: Poetry and Belief from the Bible to the Present (Падението на свещените истини: Поезия и вяра от Библията до днес). Cambridge, Mass.: Harvard University Press, 1989.
- The Book of J: Translated from the Hebrew by David Rosenberg; Interpreted by Harold Bloom (Книгата на Я. Преведена от иврит от Дейвид Розенбърг, изтълкувана от Харолд Блум). New York: Grove Press, 1990.
- The American Religion: The Emergence of the Post-Christian Nation (Американската религия: Появата на постхристиянската нация). Touchstone Books, 1992.
- The Western Canon: The Books and School of the Ages (Западният канон: Книгите и школите на епохите). New York: Harcourt Brace, 1994.
- Omens of Millennium: The Gnosis of Angels, Dreams, and Resurrection (Знаците на хилядолетието: Гносисът на ангелите, сънищата и прераждането). New York: Riverhead Books, 1996.
- Shakespeare: The Invention of the Human (Шекспир: Изобретяването на човека). New York: Riverhead, 1998.
- How to Read and Why (Защо да четем и как). New York: Scribner, 2000.[15]
- Genius: A Mosaic of One Hundred Exemplary Creative Minds (Геният: Мозайка от сто примерни творчески разсъдъка). New York: Fourth Estate, 2003.[16]
- Hamlet: Poem Unlimited (Хамлет: Безкрайната поема). New York: Riverhead, 2003.
- Where Shall Wisdom Be Found? (Къде да открием мъдростта?). New York: Riverhead, 2004.
- Jesus and Yahweh: The Names Divine (Исус и Яхве: Имената на божественото). New York: Riverhead, 2005.
- Fallen Angels (Падналите ангели). С илюстрации на Марк Подуол. Yale University Press, 2007.
- The Anatomy of Influence: Literature as a Way of Life (Анатомия на влиянието: Литературата като начин на живот). Yale University Press, 2011.[17]
- The Shadow of a Great Rock: A Literary Appreciation of The King James Bible (Сянката на голямата скала: Литературна преценка на превода на Библията при крал Джеймс). Yale University Press, 2011.[18]
- The Daemon Knows: Literary Greatness and the American Sublime, Spiegel & Grau, 2015. ISBN 0-8129-9782-4
- Falstaff: Give Me Life. Scribner, 2017. ISBN 978-1-5011-6413-2
- Cleopatra: I Am Fire and Air. Scribner, 2017. ISBN 978-1-5011-6416-3
- Lear: The Great Image of Authority. Scribner, 2018. ISBN 978-1-5011-6419-4
- Iago: The Strategies of Evil. Scribner, 2018. ISBN 978-1-5011-6422-4
- Macbeth: A Dagger of the Mind. Scribner, 2019. ISBN 978-1-5011-6425-5
- Possessed by Memory: The Inward Light of Criticism. Knopf, 2019. ISBN 978-0-5255-2088-7
- Take Arms Against a Sea of Troubles: The Power of the Reader’s Mind Over a Universe of Death , Yale 2020 ISBN 978-0-300-24728-2
- The Bright Book of Life: Novels to Read and Re-read. Knopf, 2020. ISBN 978-0-525-65726-2

### Романи
- The Flight to Lucifer: Gnostic Fantasy (Полетът на Луцифер: Гностическа фантазия). New York: Vintage Books, 1980.

### Редакция и съставителство
- The Literary Criticism of John Ruskin (Литературната критика на Джон Ръскин). Съставителство и предговор. New York: DoubleDay, 1965.
- Walter Pater: Marius the Epicurean (Уолтър Пейтър: Мариус Епикуреецът). Съставителство и предговор. New York: New American Library, 1970.
- Romanticism and Consciousness: Essays in Criticism (Романтизъм и съзнание: Литературоведски есета). Съставителство и предговор. New York: Norton, 1970.
- The Selected Writings of Walter Pater (Избрани съчинения на Уолтър Пейтър). Съставителство, предговор и бележки. New York: New American Library, 1974.
- Stories and Poems for Extremely Intelligent Children of All Ages (Разкази и стихотворения от изключително иннелигентни деца от всички възрасти). Съставителство и предговор. New York: Scribner, 2001.
- The Best Poems of the English Language: From Chaucer Through Frost (Най-добрите стихотворения, писани на английски: От Чосър през Фрост). Съставителство и обширен предговор, озаглавен „Изкуството да четем поезия“. New York: 2004.
- American Religious Poems: An Anthology By Harold Bloom (Американски религиозни стихотворения: Антология, подбрана от Харолд Блум). 2006.
- Till I End My Song: A Gathering of Last Poems (Докато си допея песента: Подбор от последните стихотворения на големите поети). Съставителство и предговор. Harper, 2010.

## На български
- „Елегия за канона“. – В: сп. Литературата, София: УИ „Св. Климент Охридски“, 2001, кн.1